# Woningbouw in Košice

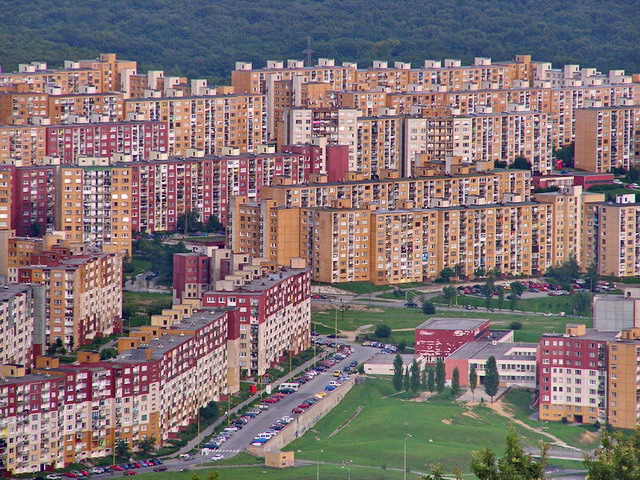
Woningbouw in de buitenwijken van Košice.

Als resultaat van een intensieve woningbouw in Košice gedurende de tweede helft van de 20e eeuw, bestaat deze stad thans uit een oude stadskern Staré Mesto, omringd door jonge wooncomplexen die ten dele in de centrale zone zijn opgetrokken.
Bij aankomst in Košice  blijven de grote woontorens aan de beide oevers van de rivier Hornád voor de bezoeker niet onopgemerkt. De uitlopers van het Slowaaks Ertsgebergte vormden destijds voor de vaklui geen beletsel om deze gigantische appartementsblokken op te bouwen.

## Begin

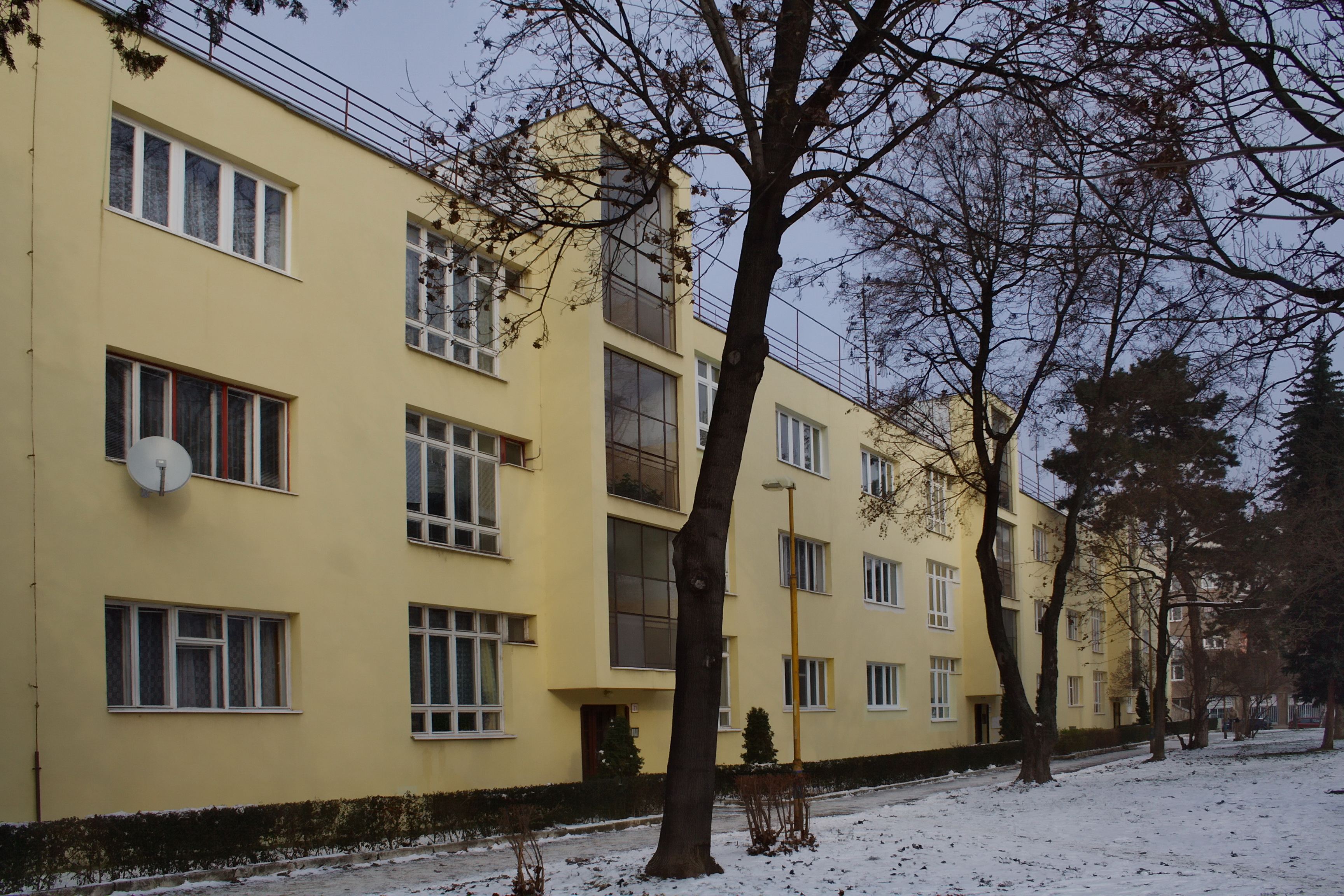
Masarykova kolónia, in 1931 gebouwd aan de Letná ulica naar ontwerp van architect Josef Polášek.

Reeds in 1931 werden appartementen aan de straten Letná (Masarykova kolónia) en Jarná gebruikt als voorbeeld voor de bouw van huurwoningen in de Eerste Slowaakse Republiek. In de buurt van Stará baštová, Podtatranského, Palackého en Bajzová kwamen de eerste nieuwe gebouwen tot stand.
Het begin van het belangrijkste bouwinitiatief in Košice dateert echter van het interbellum. Gelijktijdig met de totstandkoming van een nieuwe staatsstructuur in het eengemaakte land Tsjecho-Slowakije, ontwikkelden Slowaakse en Tsjechische functionarissen gezamenlijk de eerste plans voor appartementsgebouwen volgens de principes van het functionalisme. Deze woningen werden aanvankelijk in de noordelijke buitenwijken opgetrokken naar het model Klein Praag. 

## Nieuwe woonwijken
Als gevolg van de industrialisering begon na de Tweede Wereldoorlog in de wijken rondom het oude stadscentrum Staré Mesto een uitgebreide woningbouw. Zodoende werden in de jaren 1954 - 1956 op verscheidene plaatsen gelijktijdig stadskwartieren ontwikkeld:
- Košice I in het noorden, rond het Pasteurplein[vertaling 1], en
- Košice II aan de zuidelijke rand.

In de buurt van de straten Zimná en Jilemnického (noordwestelijk van het oude stadscentrum) ontwierp men appartementsblokken bestaande uit 3 tot 5 verdiepingen. Deze waren verfraaid met een beperkt aantal versieringen in de stijl socialistisch realisme.

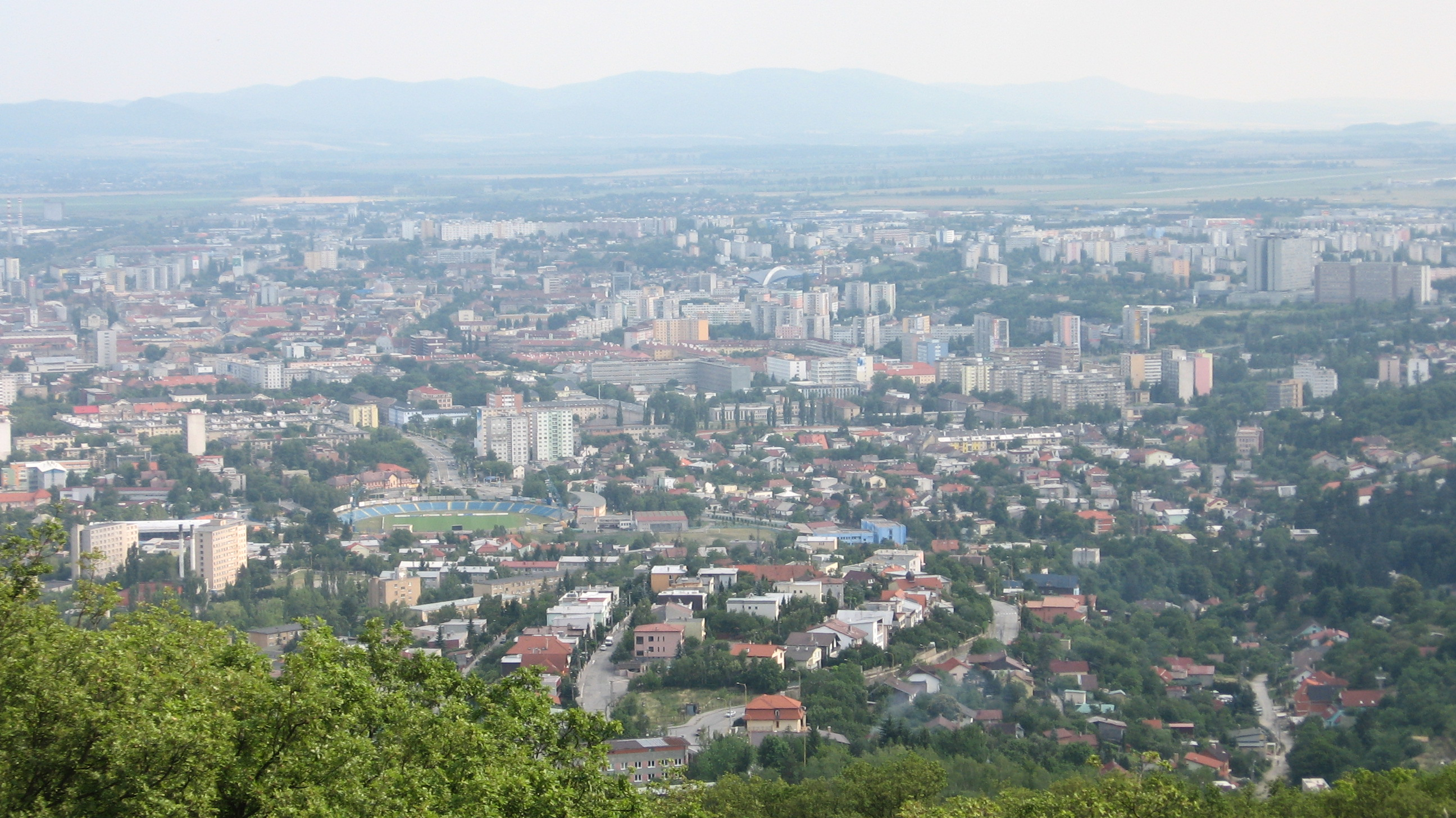
Stadsdeel Sever (het Noorden).

Vanaf 1954 tot 1958 werd ten noorden van het oude stadscentrum de Komenského-wijk ontwikkeld, waarvan het hoogste gebouw inmiddels zeven verdiepingen bereikte. 
Daarna volgden -opnieuw noordelijk- de wijken:
- Sever[vertaling 3]:
  - rondom het warenhuis Beta, nabij het kanaal Mlynský náhon en
  - nabij de wegen Hlinkova en Národná tryta,
- Mier[vertaling 4]: ten noorden van de straten Hlinková en Vodárenská.

Deze buurten werden in de jaren 1960 aangevuld met constructies in de omgeving van:
- Watsonova[1],
- Hroncova[2].

De betrokken stadskwartieren waren ooit marginaal, maar zijn in tussentijd geëvolueerd, en hun oorspronkelijke namen (met uitzondering van Míra en Podhradová) worden niet meer gebruikt. De benaming Sever wordt thans aangewend om het gehele stadsdeel aan te duiden.

## Nové Mesto - Terasa (Nieuwe stad - Terras)

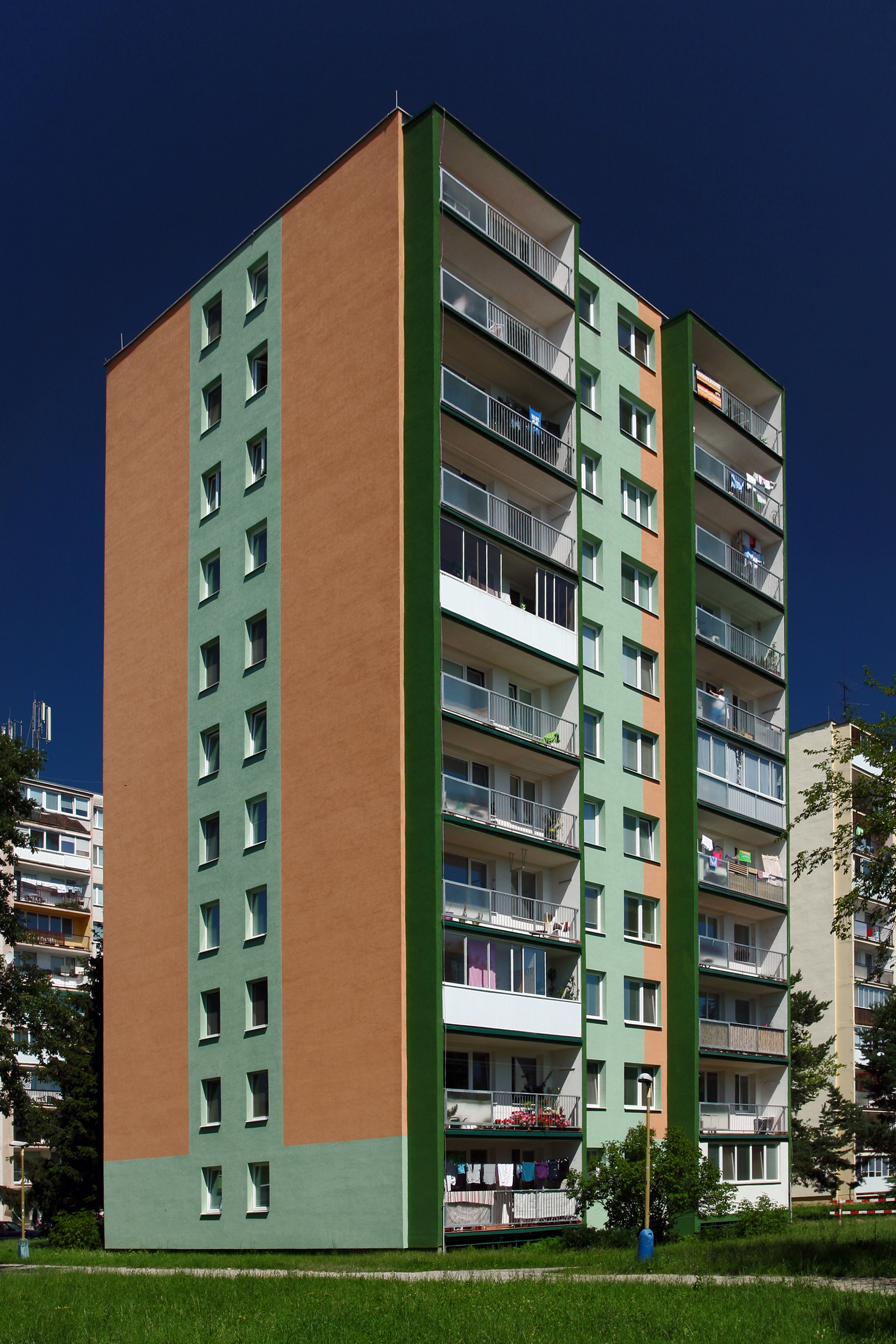
Nové mesto.

De grootschalige bouw van hoge appartementcomplexen in deze buurt begon in de jaren 1960, na een regeringsbesluit om in Košice een ijzerfabriek te bouwen. Deze zou werk verschaffen aan 25.000 arbeiders en bedienden die vanzelfsprekend behoefte hadden aan woongelegenheid in de omgeving. Om die reden werd de zogenaamde "Nové Mesto" ontwikkeld, op een hoge heuvel, ten westen van de oude stad "Stare mesto". Ingevolge het hoogteverschil van de nieuwe wijk ten overstaan van het oude centrum, hadden de bewoners een groots uitzicht over de stad. Dit resulteerde in de symbolische benaming Terasa.
De nederzetting "Nové Mesto" was gepland voor 60.000 personen, maar anno 2022 leven er ongeveer 40.000 inwoners. Aldus staat deze plaats op het vlak van bevolkingsdichtheid landelijk als derde geklasseerd, na Petržalka en Ružinov, beide in Bratislava.
Een tramlijn verbindt Nové Mesto met het stadscentrum. Een tweede lijn verzekert de verbinding met de ijzerfabriek in het stadsdeel Šaca.
De wijk is uitgerust met uitgebreide openbare voorzieningen: gezondheidscentra, winkelcentra, scholen, postkantoren, ziekenhuizen, bioscopen en een universiteit.

## Juh en Železníky (Het Zuid en de Spoorwegwijk)
Benevens de bouw van enkele woonblokken in de buurt van Rastislavová, werden de zuidelijke buitenwijken nabij Južnej triedy en Revolučnej gesaneerd.
Het winkelcentrum Astoria groeide uit tot het middelpunt van de buurt. In de jaren 1970 werd nabij de buitenwijk Juh en de openbare begraafplaats, de spoorwegwijk Železníky ontwikkeld, met in de onmiddellijke omgeving een groene verkeersvrije zone.

## De groei van Košice

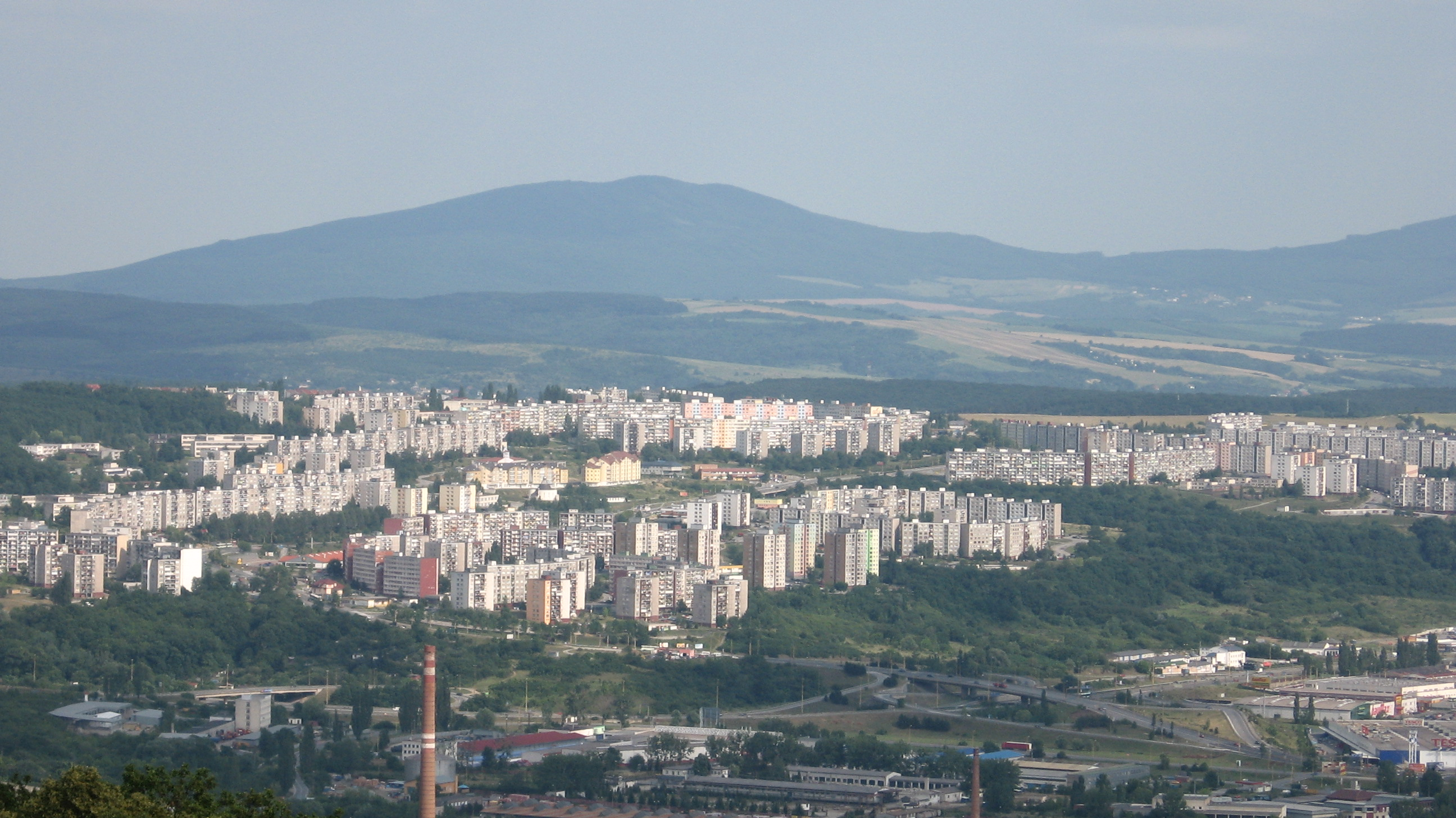
Dargovských hrdinov.

Ingevolge de bouw van de nieuwe woonwijken was er in Košice een belangrijke bevolkingstoename. In 1945 telde de stad 52.000 inwoners en in 1979 waren er reeds meer dan 200.000.
In het oorspronkelijke plan was voor het jaar 2000 een populatie van 300.000 personen voorzien.
Košice werd bestempeld als de snelst groeiende stad van het toenmalige Tsjecho-Slowakije en stond indertijd geklasseerd als de vijfde grootste stad van de gewezen gemeenschappelijke staat. De inwijkelingen waren -benevens de Tsjecho-Slowaakse experten voor de stedelijke ontwikkeling- overwegend immigranten van het Slowaakse platteland. Hierdoor veranderde de demografische en etnische structuur van de bevolking radicaal: was Košice na de Tweede Wereldoorlog een gewone Hongaarssprekende stad: anno 2022 spreekt nog alleen de oudere generatie deze taal. De toename van het aantal geboorten was destijds zo enorm dat in de jaren 1980 in de scholen een tweeploegendienst van ochtend- en avondlessen werd ingevoerd.

## Centrale woonwijken
De massale woningbouw gaf Košice een grootstedelijk karakter, maar in de binnenstad, net buiten de grenzen van de historische kern, heerste nog steeds een vertraagde ontwikkeling. Daarom werd in de jaren 1960 en 1970 besloten tot sanering en aansluitende nieuwbouw. Aan de westelijke grens van de oude stad, parallel met de Kuzmányho-straat, groeide in verscheidene fasen de gelijknamige woonwijk Kuzmányho, en ten zuidoosten van het oude stadscentrum, nabij Námestie Osloboditeľov groeide de nieuwe wijk: Osloboditeľov. De toepassing van moderne architectuur in de onmiddellijke omgeving van historische gebouwen is over het algemeen kenmerkend voor steden die tijdens de Tweede Wereldoorlog werden getroffen door zware bombardementen. Hiervoor zijn in de eerste plaats Duitse steden bekend zoals bijvoorbeeld Dresden en Leipzig, maar in Košice werd dit architectuurverschil veroorzaakt door een ongelijkmatige bouwontwikkeling.
Alle gebouwen van de jaren 1970 werden opgetrokken bij middel van grijze geprefabriceerde panelen.

## Nad jazerom en Krásna

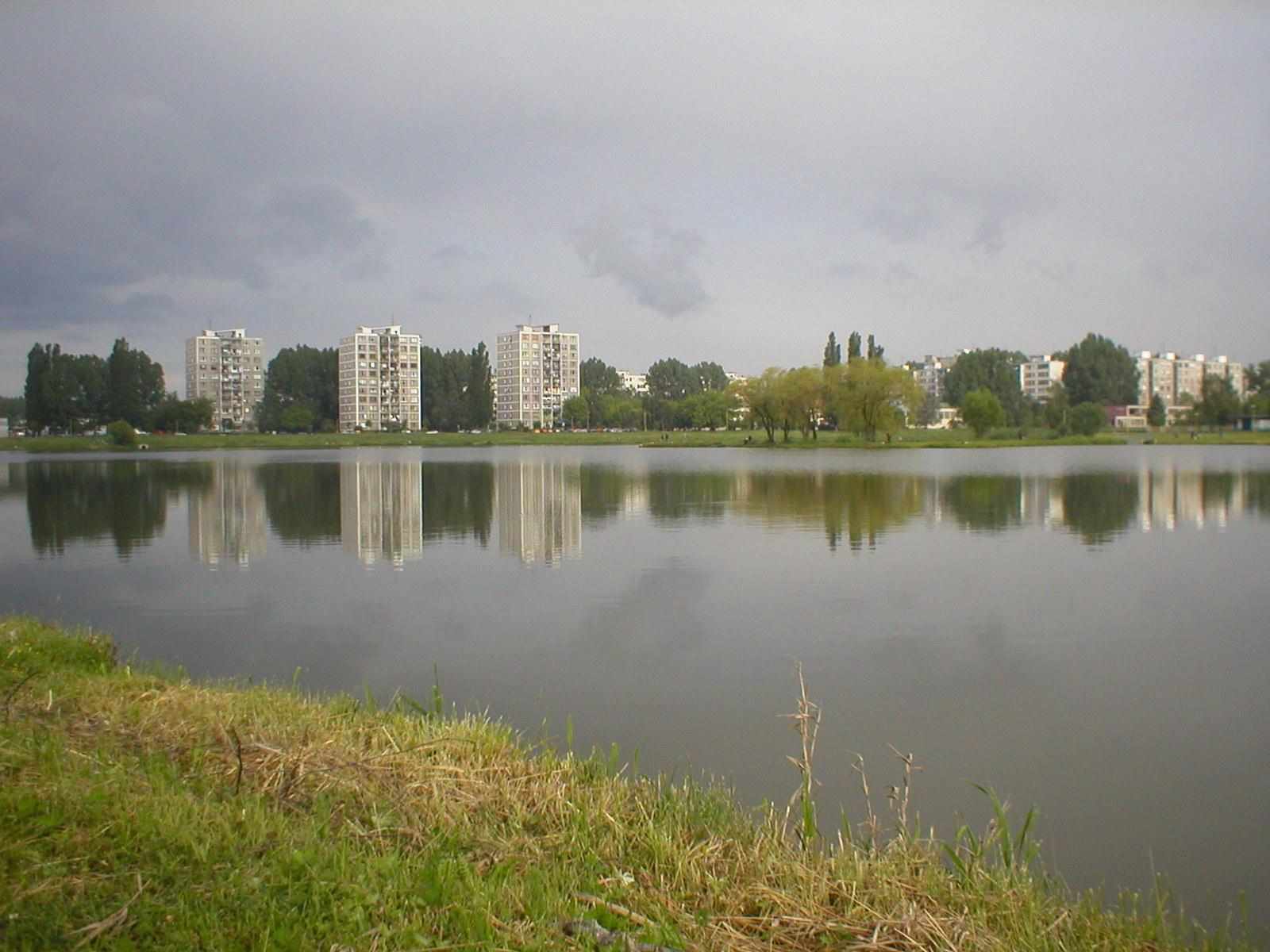
Stadsdeel Nad jazerom aan het meer Jazero.

Benevens de activiteiten aan de grenzen van het oude stadscentrum, werden in de jaren 1970 in de buurt van Nad jazerom nieuwe woningen opgetrokken. De bedrijvigheden begonnen langsheen de benedenloop van de rivier Hornád (nabij het meer Jazero), en evolueerden later naar de belendende gemeente Krásna nad Hornádom. 
Aldus ontstonden de in elkaar verstrengelde wijken Nad jazerom en Krásna: goed voor 30.000 inwoners. 
In Nad jazerom werden de straten genoemd naar plaatsen in de voormalige Sovjet-Unie, terwijl ze in Krásna herinneren aan ruimteonderzoek.
Ingevolge de aanwezigheid van het meer Jazero ontstond een zeer aantrekkelijke leefomgeving waar wonen en recreatie met elkaar samen gingen. 
Op het vlak van tewerkstelling hadden de bewoners het voordeel dat aan de overkant van de hoofdweg Slanecká lichte industrie gelegen was. Bovendien werd in 1983 een tramlijn naar het stadscentrum in gebruik genomen. 

## Luník IX

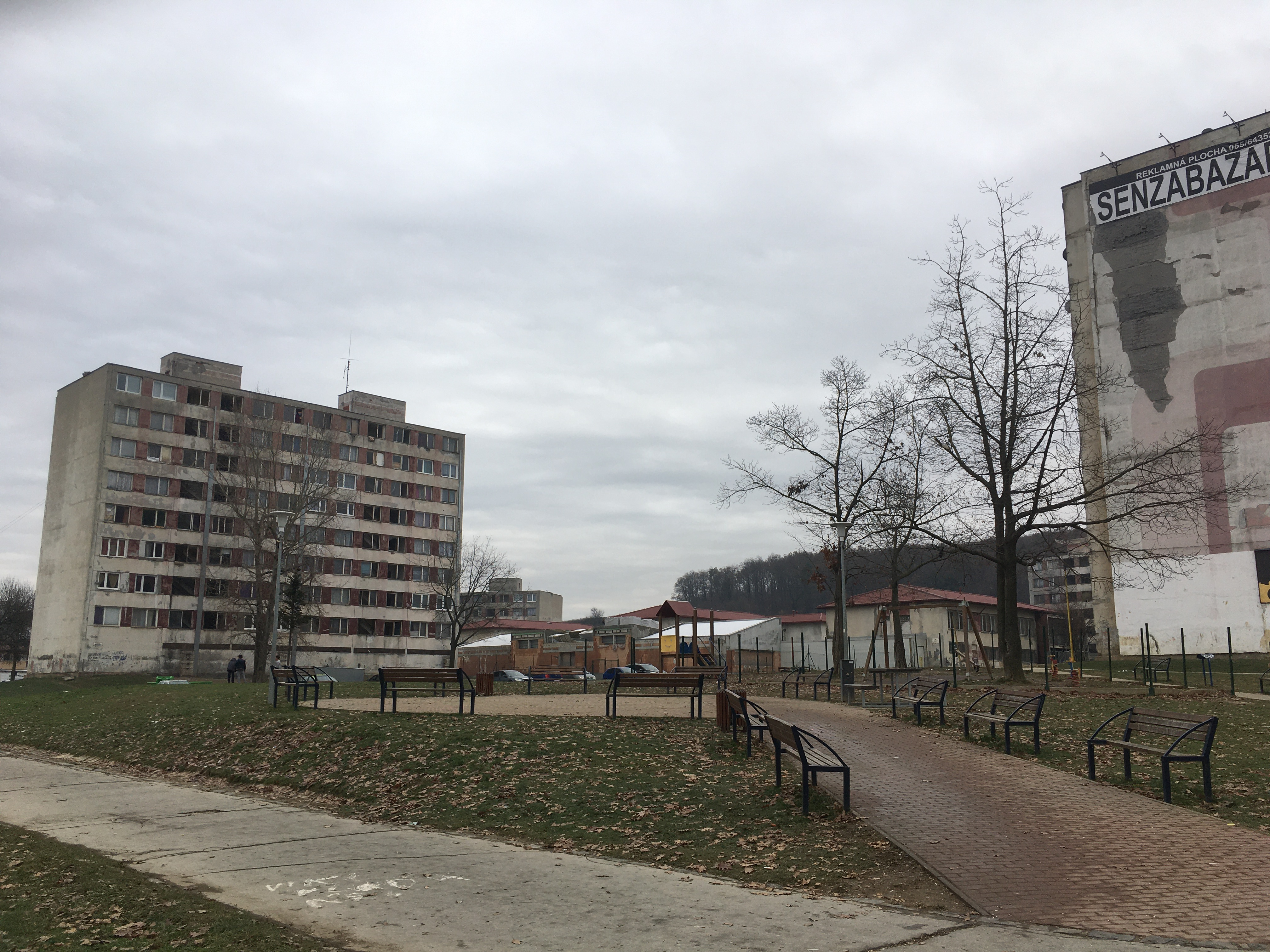
Lunik IX.

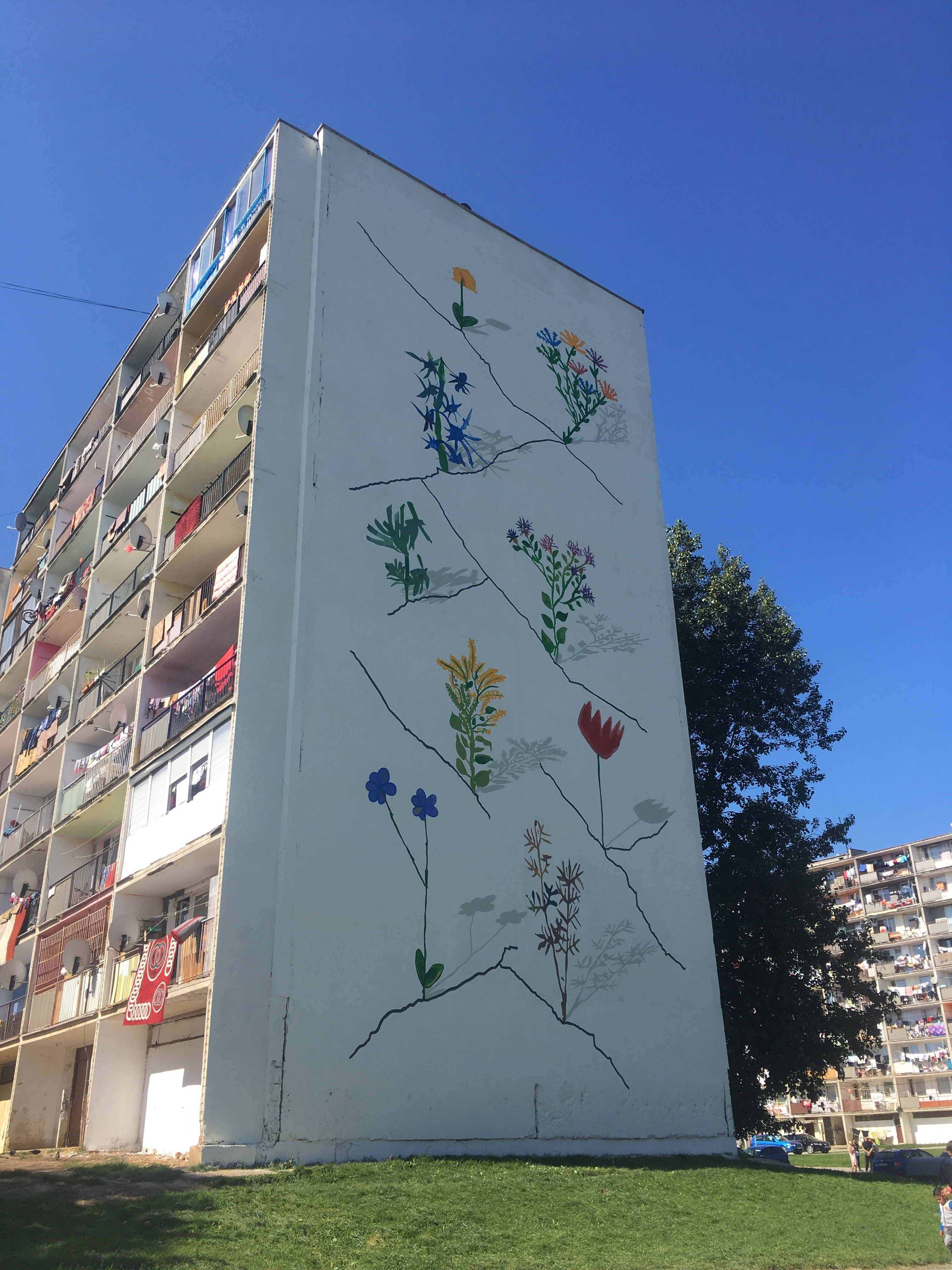
Appartementstoren
in Lunik IX.

Luník IX is een specifieke woonwijk die aan het einde van de jaren 1970 gebouwd werd als sociaal experiment voor een moderne multiculturele samenleving. Het lag in de bedoeling een waaier van burgers, arbeiders, beroepsmilitairen en Roma naast elkaar te laten leven. De werkelijkheid draaide echter anders uit: niet-Roma-burgers verlieten na korte tijd de buurt en Luník IX geraakte tamelijk geïsoleerd van de rest van de stad. Anno 2022 wordt deze wijk -naast de oorspronkelijke bewoners- overwegend bewoond door minder begoede burgers en wanbetalers. Vanwege zijn unieke karakter staat Luník IX voortdurend in buitenlandse belangstelling.

## Dargovských hrdinov (Dargov-helden)
Anno 1976 begon in Košice een nieuwe fase in de woningbouw. In het bestemmingsplan voorzag men projecten nabij de oostelijke stadsgrens, met name op de linkeroever van de rivier Hornád. In voornoemd jaar begon daar de realisatie van de wijk Dargovských hrdinov. Deze buurt moest leefruimte verschaffen aan 34.000 inwoners en werd na Terasa de grootste woonkern in Košice.
Door het heuvelachtige terrein verschilden de geologische omstandigheden merkelijk ten opzichte van de voorgaande projecten. 
De wijk Dargovských hrdinov was ingevolge haar ligging op een heuvel een opvallend panoramisch oriëntatiepunt. Ze vormde de laatste schakel in de ring van nieuwe constructies rondom de stad.
Bij elke halte van het openbaar vervoer op de hoofdweg Trieda armádneho generála Svobodu werden openbare voorzieningen gepland met winkels en diensten, die de namen kregen van Oost-Slowaakse rivieren (Laborec, Hornád, Torysa, Ondava...).
De straat- en wijknamen herinnerden aan elementen uit de Tweede Wereldoorlog en er was geen initiatief om ze na de Fluwelen Revolutie te veranderen. Echter, wegens de kunstmatige naam van dit stadsdeel gebruiken de inwoners overwegend de oude Hongaarse benaming Furča.

## Košického Vládneho Programu (KVP. Regeringsprogramma voor Košice)

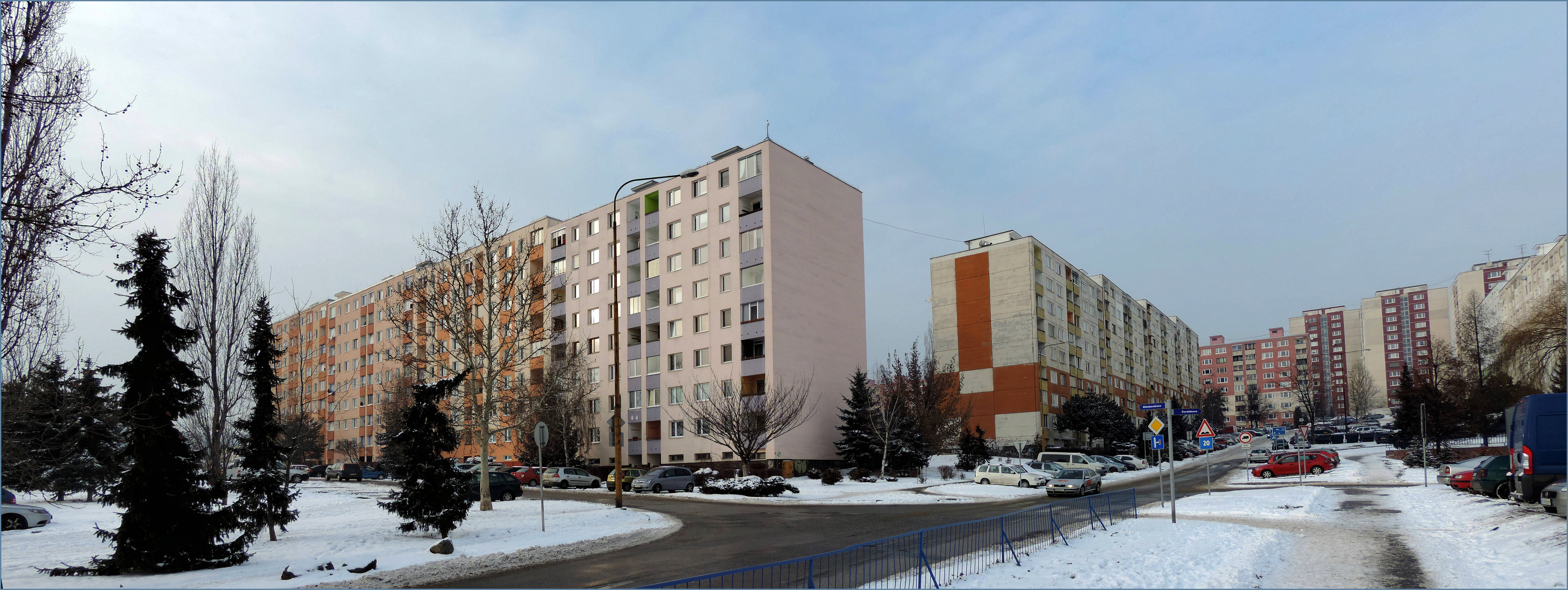
Sídlisko KVP.

Vier jaar na de start van de bouwwerken in Dargovských hrdinov (1976) trad het Regeringsprogramma van Košice in werking (1980). Dit bracht een bijkomende golf van woningbouw teweeg, vergelijkbaar met "Nové Mesto". De nieuwe wijk met de ietwat vreemde naam Košického Vládneho Programu  wordt  gewoonlijk aangeduid met de afkorting: KVP. Ze werd ontworpen voor 28.000 inwoners en bij de bouw ervan gebruikte men voor de gevels esthetische kleuren. De aanwending hiervan was typisch voor de wijken uit de jaren 1980. 
Op het vlak van openbare voorzieningen blonk KVP niet uit , maar de wijk had wel een drievoudige wegverbinding met de rest van de stad als voordeel.
De straten werden genoemd naar:
- partnersteden en
- lokale personaliteiten, zoals patriotten en kunstenaars (Čordákova, Bauerova, Klimkovičova, Jasuschovastraat...).

In de zone Kopa zijn inmiddels constructies tot stand gekomen die qua bouwstijl afwijken van de vorige. Zo trok men hier in de jaren 1990 een atypisch gebouw op: een klooster voor de ongeschoeide karmelietessen.
Anno 2022 is KVP een autonoom stadsdeel.

## Ťahanovce

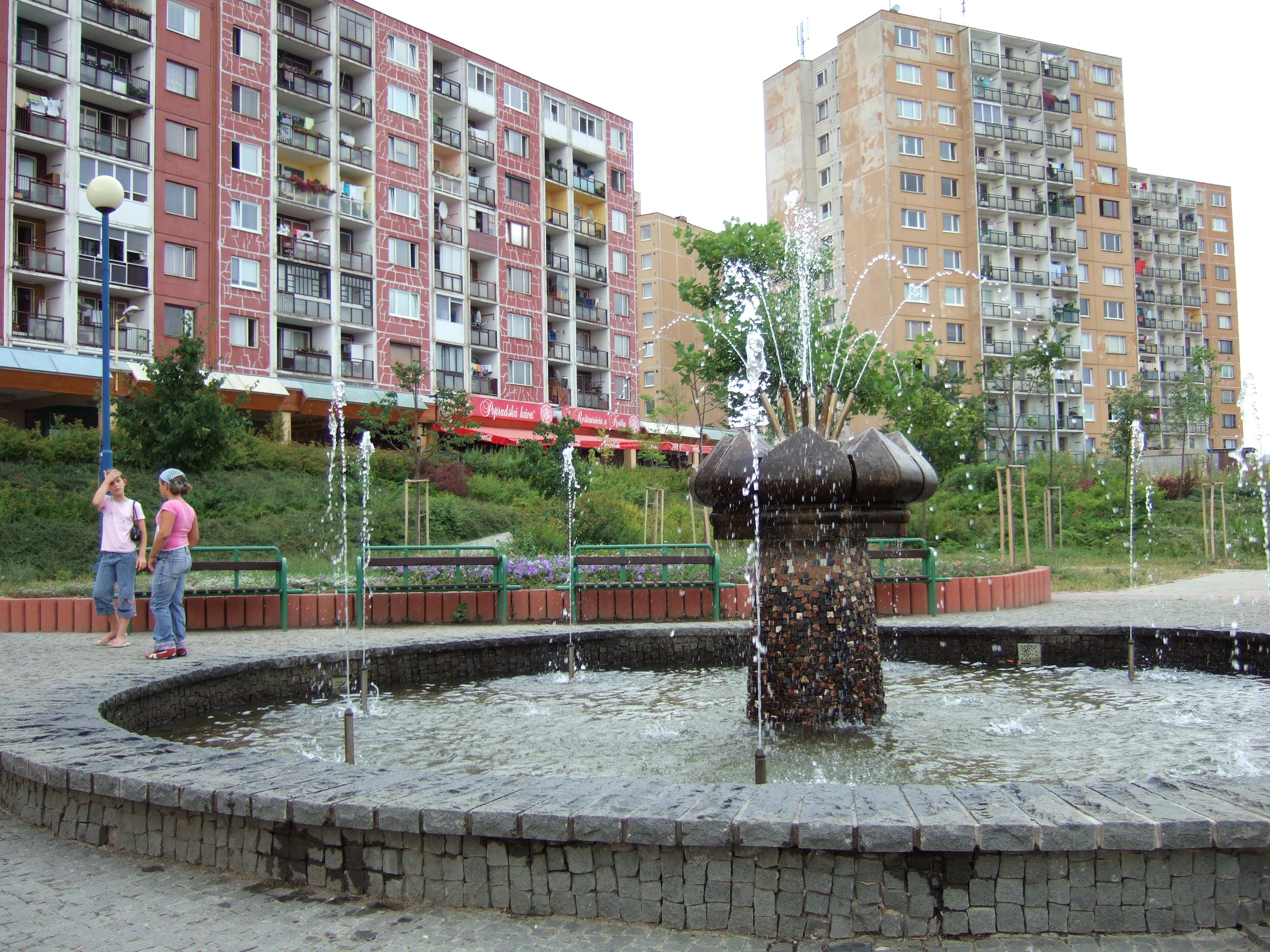
Sídlisko Ťahanovce.

Reeds in 1984 begon de constructie van de woonwijk Sídlisko Ťahanovce. Volgens de oorspronkelijke plannen zou deze wijk aan de beide zijden van de hoofdweg Solidarity (thans Americká trieda) gebouwd worden. Daarbij zou het aangrenzende dorp Ťahanovce met de grond worden gelijkgemaakt en de naam ervan zou aan de nieuwe wijk worden overgedragen. De plannen voor de sloop van de oude nederzetting werden echter verlaten, en zodoende zijn er in Košice thans twee afzonderlijke stadsdelen naast elkaar: de oude lokaliteit Ťahanovce en het nieuwe stadsdeel Sídlisko Ťahanovce. De nieuwe wijk die in de tweede helft van de jaren 1980 opgetrokken werd, heeft een spaarzame bouwstijl als kenmerk. Deze komt tot uiting in kleinere en soberdere ruimten voor de bewoners gehuisvest in appartementstorens met minder tussenruimte.
De gebouwen werden verfraaid met verscheidene kleurencombinaties: gevels in het oudere deel van Sídlisko Ťahanovce zijn voornamelijk oranje of bordeaux, die van na 1991 zijn wat kleurrijker.
Oorspronkelijk waren de straten genoemd naar de hoofdsteden van Oostbloklanden, maar ze werden na 1989 hernoemd naar West- en Centraal-Europese hoofdsteden. Een gelijkaardig evolutie gold voor de belangrijkste verkeersassen die in den beginne uitdagende communistische namen droegen (Solidariteitsweg, Vriendschapsweg...) maar vanaf 1989 bijvoorbeeld "Amerikaweg" en "Aziëweg" (...) heetten. 
De bouw van de wijk gebeurde in een aantal fasen waarvan slechts de eerste drie werden gerealiseerd. Na de Fluwelen Revolutie werden nog alleen de in aanbouw zijnde constructies (1991 - 1993) afgewerkt, terwijl de plannen van de vierde fase niet werden verwezenlijkt ingevolge een gebrek aan eigendomsvereffening. Niettemin zijn er nog bouwwerken gepland, weliswaar in een andere stijl vermits de "geprefabriceerde" architectuur vanaf 1988 niet meer werd toegepast. 
De wijk Ťahanovce lijdt bij de aanvang van de 21-ste eeuw onder een gebrek aan transportinfrastructuur (tekort aan parkeerplaatsen, slechts een wegverbinding naar het stadsnetwerk, onvoldoende plaatselijk openbaar vervoer...). Anno 2022 moeten de weg in het noorden (Kostolianska cesta) en de tramlijn naar het stadscentrum nog worden aangelegd.

## Onafgewerkt

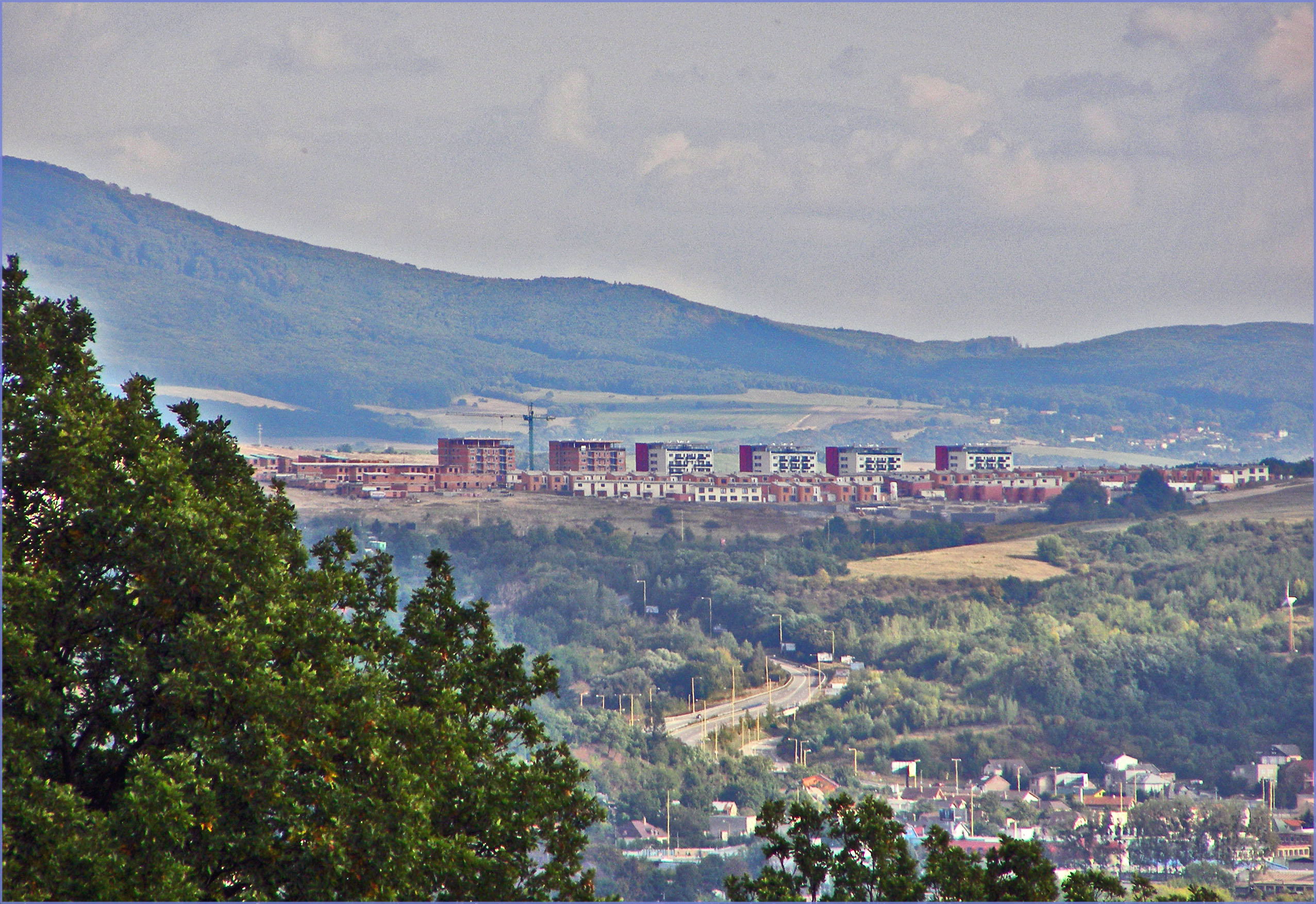
Stadsdeel Nová Ves.

Bij het begin van de jaren 1970 en 1980 was in Košice de ontwikkeling van woningbouw op haar hoogtepunt. De plaatselijke en landelijke autoriteiten hadden besloten elke mogelijke leegstand in Košice te voorkomen. Nadat de woonwijken KVP en Sídlisko Ťahanovce op de kaart waren getekend, was de beschikbare ruimte om uit te breiden in belangrijke mate verminderd. In het noorden en het westen verhinderden de heuvels van het Slowaakse Ertsgebergte de ontwikkeling, in het zuiden en het zuid-westen waren er het vliegveld en de industriële zone van de ijzerfabriek. In het oosten was er nog enigermate plaats voorhanden, maar zelfs hier was de beschikbaarheid verminderd. Daarom werd besloten om de focus voor de nieuwe plannen te verplaatsen naar de Hornád-vallei, en -over de Heringeš-heuvel- naar de Torysa-vallei.
De in die tijd nog beschikbare bouwplaatsen waren:
- Zdoba, Byster (deze dorpen maken anno 2022 deel uit van Sadov nad Torysou),
- Krásna nad Hornádom,
- Košická Polianka.

Het jongste project was tot dan toe het grootste en het kreeg veel aandacht van de professionele belangstellenden.
De oostelijke wijk Družba zou tot 84.000 inwoners huisvesten, en er zouden uitstekende sociale voorzieningen geconcentreerd worden zoals universiteiten, onderzoekscentra en ziekenhuizen.
Het lag in de bedoeling de werkzaamheden aan te vangen in Nižná úvrať en Nižný Heringeš, tot aan de wijk Nová Ves. In het centrum van het bouwproject zou het bestaande bos op de Heringeš-heuvel voor recreatieve doeleinden bewaard blijven, en de zone aan de Torysische kant van de heuvel zou het hartje van Družba worden. Een project van dergelijke omvang vereiste ook uitstekende vervoersdiensten. Om die reden zou er een bijkomend spoorwegstation in Krásná nad Hornádom gebouwd worden, en het nieuwe stadsdeel zou bij middel van een tramlijn verbonden worden:
- via de Sečovská-weg met het stadscentrum, en
- via Krásná met de industriezone Juh[vertaling 11].

In de tweede helft van de jaren 1980 trokken de partijautoriteiten zich echter terug uit de bouw. De hedendaagse literatuur noemt de verstrengde bescherming van de landbouwzones als reden voor de stopzetting. De Torysa-vallei behoort inderdaad tot de meest vruchtbare zones van Slowakije.
Door de ontwikkeling van de oostelijke rand zou Košice de geheel nieuwe dimensie van een grootstad krijgen en haar omvang zou die van Brno en Ostrava overtreffen.
Nadat in 1984 de bouw van Sídlisko Ťahanovce begon, moesten vanaf 1986 alle nieuwe fondsen geconcentreerd worden op de werken in Družba. Toen dit plan verlaten werd, was Sídlisko Ťahanovce de laatste afgewerkte woonwijk in Košice voor de periode van 1945 tot 1989.

## Bouwoverzicht

De buitenwijken van Košice aan de Hornád.

| Wijk of district                                             | Bouwjaar                        |
| ------------------------------------------------------------ | ------------------------------- |
| Košice I                                                     | 1954 – 1956                     |
| Košice II                                                    | 1954 – 1956                     |
| Komenského                                                   | 1954 – 1958                     |
| Sever                                                        | 1958 – 1961                     |
| Mlynský náhon                                                | 1958 – 1961                     |
| Mier                                                         | 1958 – 1961                     |
| Solovjevova                                                  | 1959 – 1961                     |
| Nové mesto                                                   | 1962 – 1971                     |
| Podhradová                                                   | 1963 – 1965                     |
| Kuzmányho I                                                  | 1967 – 1971                     |
| Železníky                                                    | 1968 – 1971                     |
| Juh                                                          | 1969 – 1973                     |
| Nad jazerom                                                  | 1969 – 1973                     |
| Kuzmányho II                                                 | 1971 – 1973                     |
| Dargovských hrdinov                                          | 1976 – 1982                     |
| Košického vládneho programu (Regeringsprogramma voor Košice) | 1980 – 1988                     |
| Ťahanovce                                                    | 1984 – 1993, 1997 (onafgewerkt) |

## Externe koppeling
- Plán Východného mesta - Landkaart van de oostelijke bewoonde plaatsen.